# Pause 키

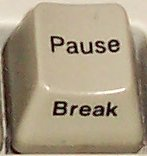
Pause/Break 키

Pause 키(포즈 키, Pause Key) 또는 Break 키(브레이크 키, Break key)는 컴퓨터 자판에서 볼 수 있는 키의 하나이다.
이 키는 프로그램이나 명령의 동작을 일시적으로 중지시킬 때 사용되었으며, 지금은 거의 사용되지 않는다.

## 같이 보기
- 시스템 리퀘스트